# Liste der längsten Holzschiffe der Welt

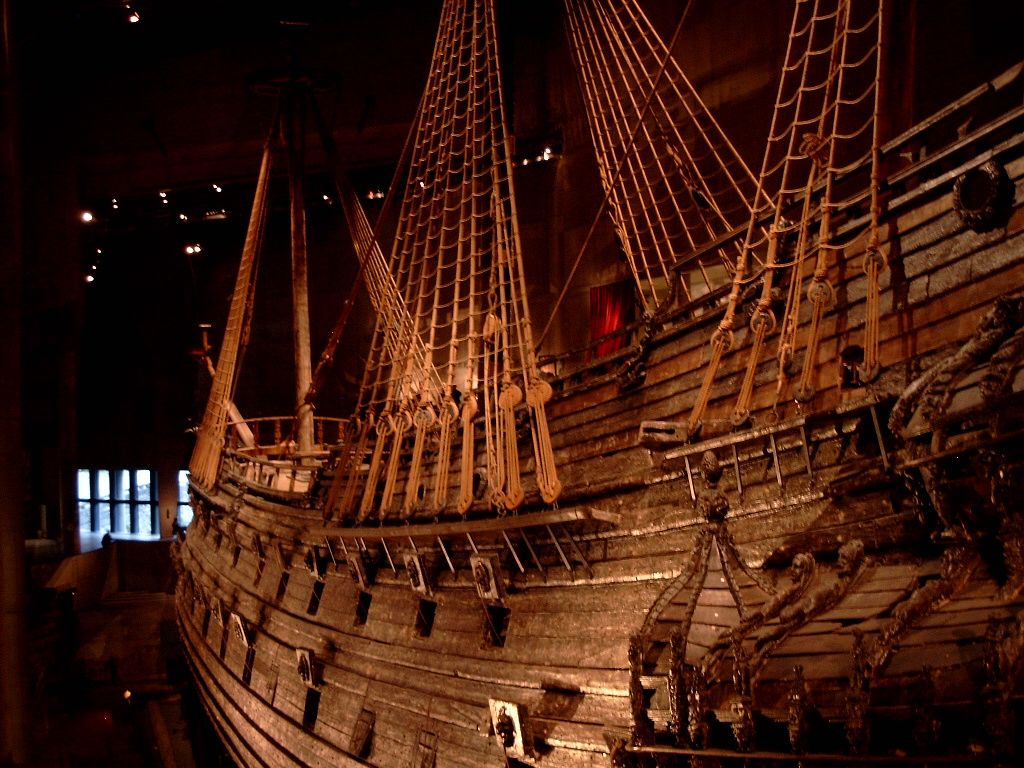
Die schwedische Vasa von 1628; heute ein Museumsschiff.

Diese Liste führt die längsten Holzschiffe der Welt auf. Das Kriterium ist die Schiffslänge, gegebenenfalls einschließlich des Bugspriets.

## Zur Definition
Je nach Definition gibt es verschiedene Anwärter auf den Titel des längsten Holzschiffs. Einige Schiffe sind zum Beispiel mit Eisen- oder Stahlkomponenten verstärkt, die dem Verbiegen der hölzernen Rumpfplanken entgegenwirken sollen, das umso stärker auftritt, je länger die Holzplanken sind. Einige der Schiffe waren nicht besonders seetüchtig, wobei manche sogar auf ihrer Jungfernfahrt oder kurz danach sanken. Einige der jüngeren Schiffe waren nie für den Fahrtbetrieb vorgesehen, sondern dienten von vornherein als schwimmende Museen oder Restaurants. Nicht zuletzt sind nicht bei allen Schiffen die Angaben glaubwürdig oder verifizierbar. Unter der Dienstzeit ist derjenige Zeitraum aufgeführt, in dem das Schiff in irgendeiner Form aktiv genutzt wurde (also nicht lediglich die Zeit, in der das Schiff in Fahrt war).

## Längste bekannte Holzschiffe
| Länge [m] | Breite [m] | Name                         | Dienstzeit             | Verbleib |
| --------- | ---------- | ---------------------------- | ---------------------- | --- |
| 137,4     | 15,2       | Wyoming                      | 1909–1924              | Im Sturm mit Mannschaft gesunken |
| 130       | 35         | Solano                       | 1879–1930              | Als Wellenbrecher versenkt |
| 122       | 16,2       | Denmark ex Great Republic    | 1853–1872              | Im Sturm gesunken |
| 116,8     | 14,89      | Roanoke                      | 1892–1905              | Ausgebrannt und gesunken |
| 115,0     | 22,19      | Rochambeau ex USS Dunderberg | 1865–1874              | Abgewrackt |
| 110,8     | 18,6       | Baron of Renfrew             | 1825–1825              | Gestrandet und auseinandergebrochen |
| 108,2     | 15,4       | Columbus                     | 1824–1825              | Auseinandergebrochen und gesunken |
| 108       | 13,73      | Shenandoah                   | 1890–1916              | Gesunken und gesprengt |
| 105       | 13,73      | Rappahannock                 | 1889–1891              | Auf See verbrannt und gesunken |
| 103       | 13,4       | Pretoria                     | 1900–1905              | Gesunken |
| 102,1     | 18,29      | HMS Orlando und HMS Mersey   | 1858–1871, bzw. –1875  | Zum Abwracken verkauft |
| 100       | 13,73      | Susquehanna                  | 1891–1905              | Im Sturm gesunken |
| 100       | 12,5       | War Marvel                   | 1918–1919              | Leckgeschlagen und gesunken |
| 100       | 12,5       | War Mystery                  | 1918–1919              | Im Hafen von Oran (Algerien) abgebrannt |
| 098,8     | 14,0       | Santiago                     | 1899–1918              | Im Sturm überflutet und gesunken |
| 097,2     | 12,8       | Appomattox                   | 1896–1905              | Im Nebel gekentert |
| 095       | 20,3       | Caligulas Großschiff         | ca. 37 n. Chr.         | Bei Ostia als Fundament für einen Leuchtturm verwendet |
| 083,7     | 18,5       | Al-Hashemi-II                | 2001–                  | Museum und Restaurant |
| 078,3     | 14,5       | Adler von Lübeck             | 1567–1588              | Abgewrackt |
| 076       | 14,17      | Sovereign of the Seas        | 1637–1696              | Verbrannt |
| 073       | 24         | Nemi-Schiffe #1              | ca. 37 n. Chr.         | Gesunken im Nemisee, durch Absenken des Seespiegels ab 1927 freigelegt, 1944 durch Brand zerstört |
| 071,9     | 10,7       | SS Great Western             | 1837–1856              | Abgewrackt |
| 071       | 20         | Nemi-Schiffe #2              | ca. 37 n. Chr.         | Gesunken im Nemisee, durch Absenken des Seespiegels ab 1927 freigelegt, 1944 durch Brand zerstört |
| 071       | 13,5       | Jylland                      | 1860–1908              | Museumsschiff |
| 069,3     | 15,8       | Victory                      | 1760–1812              | In Dienst, Museumsschiff in einem Trockendock |
| 069       | 11,7       | Vasa                         | 1628–1628              | Gesunken, 1956 im Hafen von Stockholm wiederentdeckt, 1961 Bergung, im Vrek Museum in Stockholm |
| 069 (?)   | >12,7      | Äpplet                       | 1629–1659              | Schwesterschiff der Vasa, jedoch breiter, 1658 seeuntauglich, 1659 als Barriere versenkt, im Dezember 2021 entdeckt in einer Meerenge bei Vaxholm (Insel), bei Stockholm; liegt in einem Gebiet mit Tauchverbot. |
| 066,4     | 15,2       | Grace Dieu                   | 1420–1439              | Gesunken |
| 065       | 10,6       | SV Tenacious                 | 2000–                  | In Dienst, Schiff für behinderte Seeleute |
| 064       | 17,3       | USS Pennsylvania             | 1837–1861              | Abgebrannt, um das Schiff nicht in Konföderierten-Hände fallen zu lassen |
| 063       | 10,6       | Neptune                      | 1986–                  | Hafen von Genua, Museumsschiff |
| 062       | 13         | Constitution                 | 1798–                  | In Dienst, ältestes seetüchtiges Kriegsschiff der Welt |
| 061,5     | 11,3       | Seute Deern                  | 1919–2020              | Museumsschiff, nach Havarie 2021 abgewrackt |
| 061,3     | 16,2       | Santísima Trinidad           | 1769–1805              | Gesunken, nach der Schlacht von Trafalgar |
| 061       | 16         | Soleil Royal                 | 1670–1692              | Verbrannt |
| 058,5     | 11         | Götheborg                    | 2003–                  | In Dienst |
| 054       | 12,9       | Kronan                       | 1672–1676              | Durch Eigenfehler während der Seeschlacht bei Öland gesunken |
| 051       | 12         | Peter von Danzig             | Vor 1462 – Ende 1470er | Abgewrackt |

## Weniger gut dokumentierte lange Holzschiffe
| Länge [m] | Name           | Fertiggestellt  |
| --------- | -------------- | --------------- |
| 128,0     | Tesserakontere | Ca. 200 v. Chr. |
| 115,0     | Thalamegos     | Ca. 200 v. Chr. |
| 073,2     | Große Michael  | 1511            |

## Unbestätigte lange Holzschiffe
| Länge [m]   | Name                      | Fertiggestellt   |
| ----------- | ------------------------- | ---------------- |
| 59–84 (137) | Schatzschiff des Zheng He | 1402–Ende 1440er |
| 110 (55)    | Syracusia                 | Ca. 240 v. Chr.  |
| 54,86       | Isis                      | Ca. 150          |